# Викентий II (патриарх Сербский)
Патриарх Викентий II (серб. Патријарх Викентије, в миру Витомир Проданов; 10 (22) августа 1890, Бачко-Петрово-Село, Сербия — 5 июля 1958, Белград) — епископ Сербской православной церкви, патриарх Сербский.

## Биография
Начальное образование получил в родном городе. В 1909 году окончил гимназию в городе Нови-Сад. В 1913 году окончил духовную семинарию в Сремских Карловцах.
Преподавал в школах Бачской области. 1 июня 1917 году епископом Георгием (Летичем) назначен делопроизводителем Темишварской епархии.
5 августа 1917 года в монастыре Бездин настоятелем монастыря архимандритом Исааком (Дошеном) пострижен в монашество с именем Викентий. 12 сентября 1917 года в кафедральном соборе города Темишвар рукоположён в сан иеродиакона.
В 1919 году после вхождения Темишвара в состав Румынии вернулся на родину и вступил в клир Бачской епархии. Возведён в сан протодиакона.
1 февраля 1921 года назначен секретарём совета монастырей Карловацкой митрополии.
В 1923 году возведён в сан архидиакона.
В 1929 году окончил философский факультет Белградского университета.
18 ноября 1929 года рукоположён в сан иеромонаха, 20 ноября возведён в сан архимандрита.
В октябре 1932 года назначен секретарём Священного синода Сербской православной церкви.
21 июня 1936 года избран епископом Марчанским, викарием патриарха Сербского. Хиротония состоялась в кафедральном соборе Белграда. Хиротонию совершил патриарх Варнава в сослужении епископа Бачского Иринея, епископа Рашско-Призренского Серафима, епископа Сремского Саввы и епископа Моравичского Платона.
В качестве помощника патриарха активно выступал против заключения конкордата между Югославским королевством и Ватиканом.
В 1938 году новый патриарх Гавриил поручил Викентию как патриаршему викарию управление Белградско-Карловацкой митрополией.
В ноябре 1939 году назначен епископом Злетовско-Струмицким, в 1940 году — управляющим Охридско-Битольской епархией.
Основал Историческое общество Воеводины, некоторое время был редактором «Вестника исторического общества».
После поражения Югославии от немецких войск в апреле 1941 года и оккупации Македонии болгарскими войсками епископ Викентий был изгнан с кафедры.
С 1941 по 1947 год заменял епископа Николая (Велимировича) на Жичской кафедре.
После окончания войны югославские власти не позволили изгнанным архиереям Сербской церкви возвратиться на свои кафедры на территории Македонии.
С 1947 по 1951 год епископ Викентий был администратором Сремской епархии и старался спасти от разрушения памятники церковной архитектуры, пострадавшие в годы войны. В марте 1949 года в Белграде конференция православного духовенства учредила «Союз православных священников Югославии». Синод Сербской православной церкви осудил эту структуру как неканоническую и предложил священникам не вступать в нее. Только два архиерея (в том числе Викентий) не подчинились решению Архиерейского собора и разрешили священникам своих епархий вступать в этот Союз. Со своей стороны, Белградское отделение Союза приняло резолюцию, осуждающую Коминформбюро.
1 июля 1950 году избран патриархом Сербским, 2 июля в кафедральном соборе в Белграде состоялась его интронизация.
Испытывал сильное давление со стороны государственных властей, непризнанного Синодом СПЦ «Союза православных священников Югославии» и группы македонских священников, добивавшихся церковной независимости. Благодаря смягчению официальной позиций Синода Викентию удалось добиться внешней нормализации взаимоотношений с властями республики. Решил вопросы социального и пенсионного обеспечения духовенства. В 1952 году удалось предотвратить упразднение богословского факультета Белградского университета.
Активно развивал отношения с другими православными церквами, которые вследствие войны были ослаблены. Викентий был сторонником хороших отношений с Русской православной церковью. Патриаршество Викентия началось в тот период, когда отношения СССР и Югославии были разорваны. Викентий горячо поддерживал их нормализацию в 1954—1956 годах. В начале 1955 года Викентий отслужил молебен в русском храме в Белграде, а в следующем году совершил поездку в СССР. В ходе визита посетил Москву и Троице-Сергиеву лавру, Ленинград, Киев; 19 октября 1956 года был принят председателем Совета Министров СССР Н. А. Булганиным.
Столь дружественная политика Викентия не понравилась югославским властям. Викентий не смог приехать на международную православную встречу в Москву в мае 1958 года — Иосип Броз Тито лично вычеркнул его имя из списка югославов, которым был разрешен выезд на эти празднества.
Скончался 5 июля 1958 года в Белграде. Похоронен в Соборной церкви Архистратига Михаила в Белграде, у северной стены притвора, слева от гробницы митрополита Михаила.